# 京承铁路
京承铁路是一条连接中国北京市与河北省东北部城市承德市的一条干线铁路。起自北京枢纽双桥站，经北京市通州区西部、顺义区、怀柔区、密云区、河北省兴隆县、鹰手营子矿区、承德县，终至承德枢纽上板城站，与锦承铁路共线后接入承德站。自北京站至承德站止，全长256千米。
京承铁路由北京至密云北一段是由侵华日军在1937年修建的北京至古北口铁路的一部分，怀柔至上板城169公里是新建（其中密云北站亦为原京古铁路上的车站）。为开发寿王坟铜矿和鹰手营子煤矿，加强承德市与首都的联系，打开去往东北的第二通道，1953年决定改线修建京承铁路，1954年完成勘测定线，1955年9月开工，1960年4月通车。同时原有经古北口、拉海岭至承德的京古、锦古铁路古北口至滦河镇段废弃并拆除。

## 运营

### 运营历史
1960年4月1日，京承线承德北京间开行第一趟列车，承德站举行首发仪式，承德的《群众报》于4月2日第一次刊登京承铁路线路图。
1980年1月，双桥至怀柔段开始修建二线。密云至承德区段由于设计标准较低，小曲线及缓长不足路段较多，遂放弃增建二线计划。
2010年，京承铁路双桥至高各庄段电气化改造完成。京承铁路电气化改造是2010年国家级重点工程，将北京枢纽与大秦铁路茶坞站相连接，目前已有韶山4型电力机车牵引的货运列车在京承线上运行，不过由于高各庄以北区段未进行电气化改造，京承线上运行的大多数客货运列车依然使用东风4C或东风4D型内燃机车进行牵引。
2020年5月，北京市郊铁路通密线（通州西-密云北）简捷开行的适应性改造工程开工，初期利用既有车站老站房办理旅客乘降作业，利用既有的铁路车辆（普速客车）运行。

## 存在问题
- 京承铁路密云以东为山区路段，由于设计标准低且贴山傍行，小于等于300米半径的曲线十分多，由此带来一系列需长期限速运行的区段。为解决设计上的问题，1972年，由昌平至通辽的京通铁路开工建设。这条铁路在怀柔通过怀范联络线与京承铁路相连，并在隆化站通过承隆铁路接入承德站。但由于路途绕远，目前来往北京与承德的旅客列车依然大多经由京承铁路运行（除昌平北至承德的4472/3,4474/1外）。
- 京承铁路虽在上板城站与锦承铁路共线，但由于上板城站无折返能力，致使锦州方向经由锦承铁路去往北京方向需要经上板城、承德东，在承德站内调换机车，再反向开出承德站，经承德东、上板城、上板城南至北京，返程亦然、如2257/2256、2258/2255次列车。

## 与其它铁路线的连接
- 高各庄站：大秦铁路高茶联络线；
- 怀柔站：京通铁路怀范联络线（怀柔北线）；
- 下台子站：寿王坟铜矿铁路专用线；
- 赵家店线路所：张唐铁路李家营~赵家店联络线；
- 上板城站：锦承铁路。
- 承德站：承隆铁路、京沈客运专线承德联络线。